# Jeremy Bulloch
Jeremy Bulloch (Market Harborough, Leicestershire; 16 de febrero de 1945-Tooting, 17 de diciembre de 2020) fue un actor británico reconocido por su papel de Boba Fett en los episodios V (The Empire Strikes Back) y VI (Return of the Jedi) de la serie de películas Star Wars.

## Biografía
Jeremy nació en el pueblo de Market Harborough en el centro de Inglaterra. Pertenecía a una familia de cinco hermanos. A la edad de cinco años ya disfrutaba actuando para la escuela. Después de suspender un examen de escuela a la edad de once años, decidió asistir a la Escuela de Drama de la Academia de la Corona, donde pronto haría su primera aparición profesional a la edad de doce años en un anuncio para un cereal de desayuno.[cita requerida]
Tras sus muchas apariciones en la televisión infantil, su carrera cambió enormemente a los diecisiete años, cuando tuvo un papel importante en la película musical Summer Holiday (1963). Luego, participó durante tres años en el programa de la BBC en The Newcomers (1965), esto lo convirtió en un nombre conocido en los hogares del Reino Unido. En 1969, Jeremy fue a Madrid para interpretar un papel importante en una película musical llamada Las Leandras (1969). A esta película le siguieron dos películas más: La Virgen y el gitano (1970) y María, la Reina de los escoceses (1971).[cita requerida]
Durante los años 70, Bulloch realizó muchas otras apariciones en pantalla, inclusive en películas de James Bond. En 1977 Jeremy estuvo seis meses en Oriente, donde pasó por Singapur y viajó a las Filipinas, Hong Kong, Malasia, Tailandia y filmó en Indonesia un documental de drama que la BBC llamó El Proyecto de Sadrina. Este documental se diseñó para enseñar idioma inglés a la gente en Oriente, principalmente a los chinos. Viajó unos quince años después a China, donde fue reconocido instantáneamente por centenares de personas que le decían que habían aprendido inglés gracias a El Proyecto de Sadrina.[cita requerida]
En 1978 Jeremy Bulloch protagonizó una serie de humor llamada  Agony (1979), que era coescrita por un americano llamado Len Richmond. Mientras estaba trabajando en esta serie  se le preguntó si quería interpretar un papel en El Imperio contraataca, de la saga de George Lucas. Instantáneamente contestó que sí. Su papel fue el de Boba Fett, un cazador de recompensas. El personaje tuvo un éxito asombroso y fue y sigue siendo el favorito de muchos seguidores de la saga. Pronto siguió Return of the Jedi (1983) y llamaron a Jeremy para que volviese a interpretar a Boba Fett. También tuvo el papel de un Almirante en El Imperio contraataca, en la Ciudad de las Nubes, es el almirante que sostiene a Leia Organa cuando le dice a Luke Skywalker que es una trampa.
Desde entonces ha interpretado muchos papeles en la televisión. 
Bulloch realizó dos giras mundiales de teatro por Europa y Oriente. Jeremy apareció regularmente en la serie de TV, Robin de Sherwood (1984), donde participó también su hijo Robbie. Otra serie popular en la que apareció fue Doctor Who (1963).[cita requerida]
Jeremy tenía tres hijos, y vivió en Londres junto con su esposa Maureen. 
Falleció el 17 de diciembre de 2020 a la edad de 75 años.